# Stepivka, Kremenciuk
Stepivka (în ucraineană Степівка) este un sat în comuna Zapsillea din raionul Kremenciuk, regiunea Poltava, Ucraina.

## Demografie
Componența lingvistică a localității Stepivka
     Ucraineană (82,35%)
     Rusă (17,65%)
Conform recensământului din 2001, majoritatea populației localității Stepivka era vorbitoare de ucraineană (82,35%), existând în minoritate și vorbitori de rusă (17,65%).